# Tmesisternus florensis
Tmesisternus florensis è una specie di coleottero del genere Tmesisternus, famiglia Cerambycidae. Fu descritta scientificamente da Stephan von Breuning nel 1948 e abita frequentemente le foreste tropicali dell'Indonesia. È una specie che raggiunge dimensioni tra i 14 e i 18 mm.